# ژان متلو
ژان متلو (به فرانسوی: Jean Métellus) شاعر،رمان‌نویس،دراماتورژ و مقاله‌نویس قرن بیستم میلادی اهل هائیتی است.